# Ана Боберг
Ана Катарина Боберг, рођена Шоландер, (3. децембар 1864 — Стокхолм, 27. јануар 1935) била је шведска уметница удата за истакнутог архитекту Фердинанда Боберга. Ана Шоландер је била ћерка архитекте Фредрика Вилхелма Шоландера и унука Аксела Нистрома. Боберг је био особа многих уметничких занимања; у почетку је радила са керамиком и текстилом (између осталог креирала је "Паун вазу" за Рорстранд), а поред сликарства бавила се и сценографијом и писањем. Она је била из уметничке породице, али никада није добила никакву формалну обуку у уметности и сматра се самодидактом. Многе њене слике су из северне Норвешке, која је постала њен главни фокус дуги низ година након путовања тамо 1901. Ова дела нису наишла на добар пријем у Шведској, али су много боље прошла у Паризу. Ана је провела доста времена у области у близини Лофотена у Норвешкој, где је на крају имала колибу, а на многа од тих путовања је ишла сама.

## Живот и рад
Ана је била шеста од седморо деце у породици Шоландер. Студирала је француски, а накратко је била уписана на Академију Јулиан у Паризу да студира сликарство. У Паризу је упознала и будућег супруга архитекту Фердинанда Боберга, који је тамо био на студијском путовању. Верили су се 1884. Фердинанд Боберг је у то време био далеко од ситуираног, али је Ана убедила њену мајку Карин, да им ипак дозволи да се венчају. Ана није имала формалну обуку, али је почела да слика већ 1882. током путовања у Шпанију са својом мајком и неким од браће и сестара. Бобергови су се венчали 1888. године, у почетку су живјели са Шоландеровима, све док нису себи могли омогућити да се преселе у свој стан у Стокхолму. Године 1896. пар је изградио летњиковац Villa Ugglebo у Јургордену у Стокхолму. Током 1890-их, Боберг се придружила Nya Idun, женском удружењу. 
Године 1887. Боберг је озбиљно почела да слика, углавном користећи акварел, а прву изложбу имала је 1888. Током 1890-их сликала је и 'таписерије', уљане слике на грубом платну које подсећају на ткане таписерије. Ове „таписерије“ су биле изложене као зидне декорације, између осталог, у хотелу Ридберг (који је касније срушен, а таписерије су пренете у замак Арста). Такође је креирала зидне декорације за Гранд Хотел Салсјобаден. Ана је излагала своје радове у Палати лепих уметности на Светској колумбијској изложби 1893. у Чикагу.
На прелазу векова 1800–1900 Ана се такође бавила примењеном уметношћу. Дизајнирала је вазу са пауном (Påfågelvasen) за Рорстранд 1897. и стакло за стаклару Рејмире, као и текстилне радове. На Светском сајму у Паризу 1900. године, где је Фердинанд Боберг био архитекта за шведски павиљон, Ана је креирала бројне текстиле, које су ткале Удружење пријатеља рукотворина и К.А. Фабрика свиле Алмгрен. Била је и писац и сценограф за оперу Тирфинг Вилхелма Стенамара, изведену 1898. године.
Током путовања у северну Шведску и Норвешку са својим мужем 1901. године, Боберг је била опчињена грандиозним пејзажом и природом северне Норвешке, посебно Лофота. Током наредне 33 године сликала је углавном пејзаже и људе Лофотина, често зими. Године 1904. њен муж је за њу пројектовао малу кућу, која је саграђена на острву Фирон, близу Сволвера, где је Ана могла да борави током својих бројних путовања на Лофоте. На ова путовања најчешће је одлазила сама.
Године 1903. Ана је први пут показала своје лофотске слике у Стокхолму и реакције су биле различите. Изложба у Паризу 1905. донела је већи успех и изузетно позитивне повратне информације, постављајући темеље за плодну каријеру у Француској. Последња изложба одржана је 1927.

## После 1915.
Када се Фердинанд Боберг пензионисао  1915. године, Ана му се придружила на многим опсежним путовањима кроз Шведску за пројекат „Шведске слике“. Путовања су се у почетку одвијала у Сканиа АБ аутобусу са возачем. 
Године 1925. Бобергови су били приморани да продају вилу на Јургордену, коју је дизајнирао Фердинанд, где су живели од 1903. Након тога су се преселили у Париз. У марту 1929. године, пар се вратио у Стокхолм, живећи у Вили Блекторнет на Седермалму до Анине смрти. Умрла је од компликација на операцији жучне кесе 1935. Шведски краљевски престолонаследник Густав Адолф, принцеза Ингрид и принц Бертил присуствовали су њеној сахрани.